# 화성 용주사 회양목
화성 용주사 회양목(華城 龍珠寺 -楊木)은 경기도 화성시 송산동, 용주사 대웅보전 앞에 있던 회양목이다. 조선 정조가 용주사를 중창한 기념으로 대웅전 앞에 손수 심었다고 한다. 1979년 12월 11일 대한민국의 천연기념물 제264호로 지정되었다가, 2002년 6월 29일 문화재 지정이 해제되었다. 2012년 현재 완전히 고사하여, 표지석만 남아 있다.

## 개요
회양목은 잎이 두껍고 타원형이며 꽃은 4∼5월에 핀다. 열매는 6∼7월에 갈색으로 익고, 주로 석회암지대에 분포한다. 또한 이 나무는 정원수나 조경수로 많이 쓰이고 있다. 용주사 회양나무는 높이 4.6m, 둘레 0.53m이며, 조선 정조(재위 1776∼1800)가 아버지인 장조(사도세자)의 능(陵)을 화성으로 옮기면서 능을 지키는 용주사를 다시 지을 때 손수 심은 기념수라고 전하여 나이를 약 200년으로 추정하고 있다. 용주사의 회양나무는 오랜 세월동안 역사를 간직한 채 조상들의 관심속에 자라왔을 뿐만 아니라, 회양나무 가운데에서는 매우 큰 편이라 생물학적 보존가치가 크므로 천연기념물로 지정·보호하고 있다.

## 해제 사유
생육공간 협소로 뿌리 생육환경이 불량하고 회양목으로는 보기 드문 노거수로 워낙 노쇠하여 회생의 가능성이 희박하고, 수형의 훼손이 심하여 천연기념물로의 가치를 상실하였다. 

## 같이 보기
- 화성 용주사 대웅보전 (경기도 문화재자료 제35호)

## 참고 자료
- 화성 용주사 회양목 - 국가유산청 국가유산포털